# Armenien
Armenien (armeniska: Հայաստան, Hajastan), formellt Republiken Armenien (armeniska: Հայաստանի Հանրապետություն, Hajastani Hanrapetutiun), är en republik i södra Kaukasien i Sydvästasien. Det är en inlandsstat som i norr gränsar till Georgien, i väster till Turkiet, i öster till Azerbajdzjan och i söder till Iran. I söder har Armenien även en gräns till den autonoma republiken Nachitjevan, en exklav till Azerbajdzjan. Huvudstad är Jerevan.
Geografiskt ligger Armenien, liksom grannlandet Georgien, i Asien. De politiska och kulturella band landet har till Europa gör dock att det i vissa andra sammanhang räknas till de europeiska länderna. Staten Armenien utgör endast en liten del av det historiska område som kallats Armenien, vilket numera till stor del utgörs av östra Turkiet, ibland kallat Västarmenien. Armenien är en gammal statsbildning med rötter i antiken. Som land omnämns det för första gången i historien av den persiske kungen Dareios I, i hans beskrivning av erövringen av landet. Armeniska nationen har sin vagga i området runt sjön Vansjön i Turkiet.

## Historia

### Tidig historia
Armenien som statsbildning har en historia som sträcker till före vår tideräknings början, så småningom i form av det armeniska kungadömet. Genom historiens lopp har det haft varierande storlek. Som störst var det cirka 800 f.Kr. då det sträckte sig från Kaukasien till Medelhavet. Detta kungadöme var också år 301 den första nation som antog kristendomen som statsreligion. Kungariket erövrades så småningom av det romerska riket, av det bysantinska riket, av Persien och av Umayyadiska kalifatet, men återupptogs sedan tills det förlorades 1375.  Från 1500-talets början splittrades Armenien av iranierna och en del av det osmanska riket, med undantag för furstendömen som lyckades hålla hög autonomi. Från början av 1800-talet kom det under rysk överhöghet. Dagens självständiga stat framkom första gången 1918 som Den första armeniska republiken efter den ryska revolutionen. År 1920 blev landet återigen ryskt, denna gång som sovjetisk delrepublik. Vid Sovjetunionens sönderfall var Armenien och de baltiska staterna först bland tidigare delrepubliker att deklarera sin självständighet 1991.
Armenien har upplevt minst  fyra kungadömen: dynastin Aratxias (190 f.Kr.–12 f.Kr.), dynastin Arsjakunjan (53–423 e.Kr.), dynastin Bagratuni (862–1045) och dynastin Rubinjan (1187–1375), som till skillnad mot de andra kungadömen som regerade på det armeniska höglandet, grundades i Kilikien, vid Medelhavskusten och  under korstågen blev en viktig allierade för korsfararstaterna. 

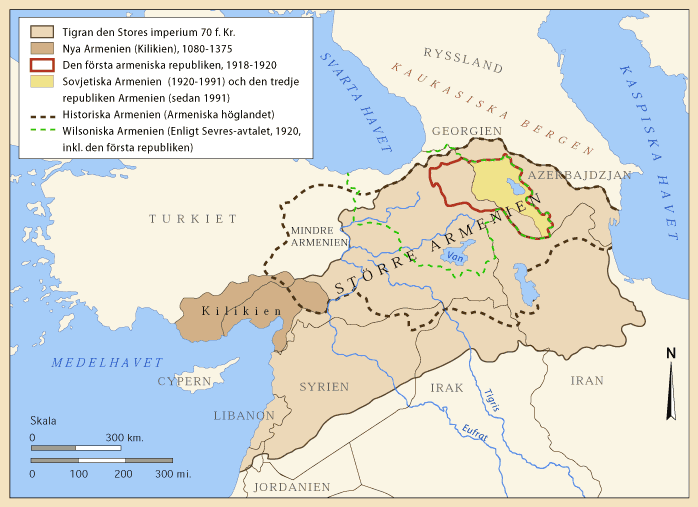
Armeniens utbredning genom historien, från 70 f.Kr. till år 1920.

Landet blev kristet år 301 e.Kr och blev senare en del av den orientaliskt ortodoxa kyrkan. Armenien var det första land som antog kristendomen som officiell religion. Som Armeniens apostel och grundare av den armeniska kyrkan nämns martyrerna Judas Taddeus och Bartolomaios medan Gregorios Upplysaren anses som Armeniska apostoliska kyrkans förste katolikos (patriark). Den senares ättling, Isak den store, räddade den armeniska nationella enheten under tiden landet var delat mellan Bysantinska riket och Persien (med undantag av autonoma provinser), genom att delta i skapandet av armeniska alfabetet, samt översättning av Bibeln  och av annan litteratur till modersmålet.

### 1800-talet
I det dåvarande Osmanska riket ägde ett massmord rum på armenier och assyrier/syrianer i stora delar av dagens Turkiet under  sultan Abd ül-Hamid II:s regering som har kallats Hamidiska massakrerna, varvid mellan 100 000 och 300 000 människor mördades.

### 1900-talet
Den 24 april 1915 inleddes i det dåvarande Osmanska riket ett folkmord på armenierna. Detta innebar att mellan en och två miljoner armenier och andra kristna dödades eller deporterades, och att ytterligare ett flertal tvingades på flykt. Än idag finns diskussionen mellan armenier och turkar om det som pågick. 
Dagens Armenien utgör endast den östra delen av det historiska Armenien, vilket förutom nuvarande område omfattade delar av dagens östra Turkiet, med centrum för den armeniska nationen runt Vansjön. Den första republiken Armenien utropades den 28 maj 1918 och enligt freden i Sèvres år 1920 skulle landet bli självständigt. Avtalet annullerades dock av freden i Lausanne som tvingades fram av den nya republiken Turkiet, under Mustafa Kemal Atatürks ledning, som vägrade godkänna freden i Sèvres. År 1922 erövrades Armenien av ryska bolsjeviker och den 2 december 1922 delades det mellan Turkiet och Sovjetunionen. År 1936 bildades den armeniska sovjetrepubliken Armeniska SSR. 
Armenien förklarade sig självständigt den 23 augusti 1990 efter Sovjetunionens kollaps och tog då avstånd från kommunismen; landet erkändes 21 september 1991. Under 1988, tre år innan Sovjetunionens kollaps, krävde den högsta sovjeten att  den autonoma enklaven Nagorno-Karabach skulle brytas ut ur sovjetrepubliken Azerbajdzjan och i stället anslutas till Armeniska SSR. Beslutet avslogs både av sovjeten i Baku och i Moskva. Oroligheterna ledde till en blodig väpnad konflikt som varade fram till 1994 då ett eldupphör trädde i kraft. De armeniska styrkorna i Nagorno-Karabach (varken Armeniska SSR eller republiken Armenien har officiellt varit aktivt inblandat i konflikten) lyckades säkra sin självständighet och inrättade en buffertzon runt regionen. Sedan 1994 har den så kallade Minsk-gruppen inom Organisationen för säkerhet och samarbete i Europa, med USA, Ryssland och Frankrike i spetsen, agerat som medlare i försök för att lösa dödläget.
Den 27 oktober 1999 dödades premiärminister Vazgen Sargsian, parlamentets talman och sex andra politiker vid en beskjutning av parlamentet av en grupp beväpnade män.

### 2000-talet
Det politiska läget i Armenien var länge instabilt, men efter millennieskiftet etablerade sig det nationalistiska och högerinriktade Republikanska partiet (HHK) som statsbärande parti. Flera protestvågor mot partiets auktoritära politik stärkte oppositionsledaren Nikol Pasjinjan, inte minst sedan han dragit igång en kampanj mot korruptionen. Pasjinjan lyckades driva igenom ett nyval och etablera en majoritet för sina anhängare i parlamentet. Han har varit landets premiärminister sedan den 8 maj 2018. Det folkliga stöd han haft som regeringschef har försvunnit efter Armeniens nederlag i kriget mot Azerbajdzjan 2020. Trots det utropade sig Pasjinjan som segrare efter ännu ett nyval och tillträdde som premiärminister 2018.

### Olösta konflikter
Armeniens gränser har genom historien flyttats otaliga gånger och folkomflyttningar har skett, varför stora grupper som anser sig vara armenier idag lever i grannländerna. Armenien har efter sin självständighet varit engagerat i en väpnad konflikt med sitt östra grannland Azerbajdzjan över områden som man anser har armenisk befolkning, framför allt det azerbajdzjanska Nagorno-Karabach som sedan 1994 behärskas av Armenien. Denna konflikt har fortfarande inte fått sin lösning. Sedan 1990-talet har Armenien sökt stöd hos främst Ryska federationen (som har en militärbas i landet) för att hävda sina intressen i konflikten med Azerbajdzjan.
En annan olöst fråga gäller ansvaret för de hundratusentals eller rentav miljoner armenier som dödades under Armeniska folkmordet under perioden 1915 till 1920 i Västarmenien i Turkiet. Med stöd av ett omfattande bevismaterial beskriver 20 länder massakern som ett folkmord och att Turkiet är ansvarigt för detta. Men Turkiet menar i stället att något systematisk dödande av armenier inte ägt rum och turkiska domstolar har utdömt straff till turkiska författare som har beskrivit händelsen som folkmord. Detta, tillsammans med att Turkiet är nära lierad med Azerbajdzjan, innebär att Armenien har ansträngda relationer också till sitt grannland i väster.

## Geografi

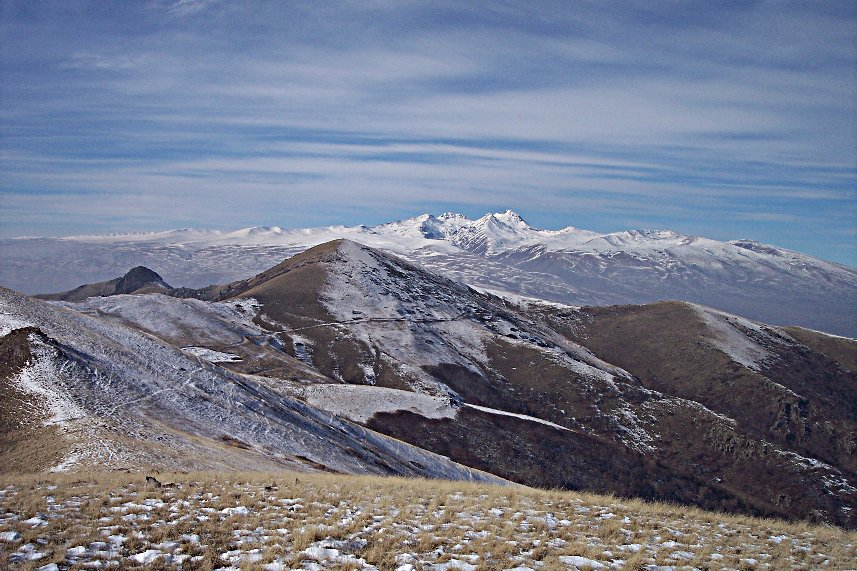
Armeniens högsta berg Aragats lätt täckt i snö i karaktäristiska bergslandskapet i provinsen Aragatsotn.

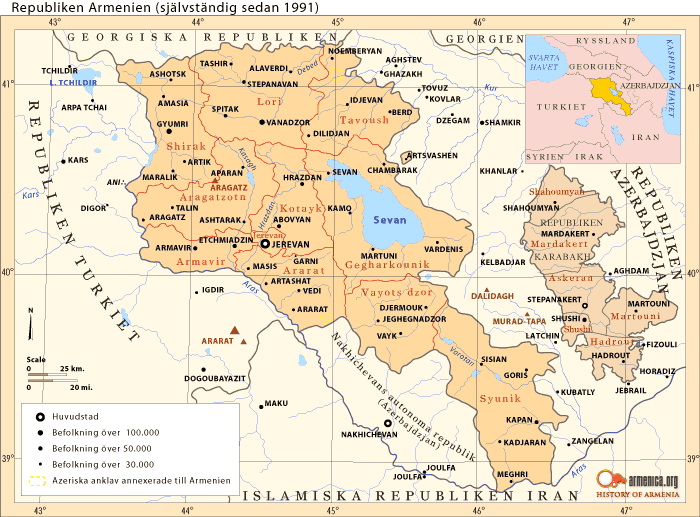
Karta över Armenien.

Armenien ligger i Mindre Asien, mellan Svarta havet och Kaspiska havet. Armenien, som saknar kust, gränsar i norr och öster till Georgien och Azerbajdzjan samt i söder och väster till Iran och Turkiet.

### Topografi
Armeniens landskap domineras av högländer och bergskedjor i Lilla Kaukasus. Landets högsta punkt är Aragats, som når 4 090 meter över havet och ligger i nordvästra Armenien. Bergskedjorna bildades genom alpina veckningar under de senaste 65 miljonerna åren. Mellan bergskedjorna finns platåer, några av vulkaniskt ursprung, samt djupa floddalar. Landets terräng sluttar långsamt mot både norr och söder. Sevansjön omges av höga berg. Floden Aras passerar den bördiga och tättbefolkade Araratslätten.

### Hydrografi
Floden Aras, som rinner längs gränsen mot Turkiet och Iran, är en viktig del av Armeniens hydrografi. I mellersta Armenien finns Sevansjön, som sträcker sig över 1 230 km² och är omgiven av höga berg. Sjön är en av landets största vattenresurser och spelar en central roll i landets ekosystem.

### Klimat
Bergskedjorna i Lilla Kaukasus blockerar fuktig luft från Medelhavet och hindrar den från att nå Armeniens centrala delar. Majoriteten av Armenien har ett stäppklimat med 200–400 mm nederbörd per år och medeltemperaturer på −5 °C i januari och cirka 25 °C i juli. De högre sluttningarna mellan 1 400 och 2 000 meter över havet får mer än 800  mm nederbörd per år, vilket ger upphov till landets största skogar.

### Växt- och djurliv
I nordost växer bokskogar, medan ekskogar dominerar i sydost. Djur som brunbjörn, lo, europeisk vildkatt och ekorre lever här. Ovanför stäpperna och skogarna finns alpina ängar med frodiga betesmarker, där bland annat mufflonfår och lammgam trivs.

### Naturskydd
År 2010 fanns det två nationalparker i Armenien: Sevan (1 500 km²) och Dilijan (240 km²). Landet hade även fem mindre statliga reservat som var skyddade för forskningsändamål och finansierades av staten.

## Styre och politik

### Författning och styre
Parlamentet har, enligt författningen från 1995, 131 platser. Presidenten väljs för en femårsperiod och kan bli återvald en gång. År 2005 skrevs ett författningstillägg som stipulerar att premiärministern utses av presidenten och ska godkännas av parlamentet. Presidenten har i praktiken stor makt. Sedan parlamentsvalet 2007 har två partier – Republikanska partiet och Blomstrande Armenien – tävlat om rollen som presidentens stödparti. Organisationen OSSE har flera gånger anmärkt på att regeringspartierna i samband med allmänna val ges olika favörer (Armenien har lidit av en hög grad av korruption).

### Administrativ indelning
Armenien är, utanför huvudstaden Jerevan, indelat i 10 provinser (marzer), som i sin tur är indelade i kommuner (hamajnkner). Jerevan utgör en fristående kommun med 12 administrativa distrikt. År 2022 hade landet totalt 79 kommuner, inklusive Jerevan.
Provinser:
1. Aragatsotn

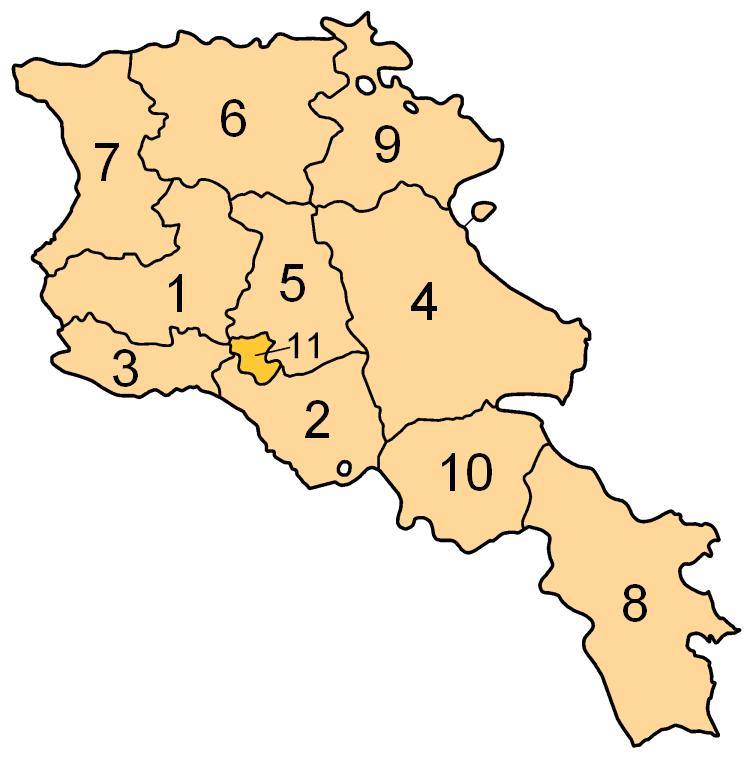
Armeniens tio provinser samt huvudstaden Jerevan (nr 11).

2. Ararat, efter berget Ararat (Turkiet) som gränsar till regionen.
3. Armavir
4. Gegharkunik
5. Kotajk
6. Lori
7. Sjirak
8. Siunik
9. Tavusj
10. Vajots Dzor

### Politik
Sedan självständigheten har konflikten om Nagorno-Karabach satt prägel på Armeniens inrikespolitik. Landets första president Levon Ter-Petrossian (1991–1998) ledde vid inledningen av kriget en stödkommitté för armenierna i området. De två presidenterna som efterträtt honom – Robert Kotjarjan (1998–2008) och Serzj Sargsian (2008–2018) är båda två födda i Karabach.

### Internationella relationer
Armenien är en av tio (sedan Ukraina utträdde i mars 2014) före detta Sovjetrepubliker som ingår i Oberoende staters samvälde. Landet är också en av sju stater som skrivit under Avtalet om kollektiv säkerhet. Sedan 2005 samarbetar Armenien med Nato inom ramen för en Individual Partnership Action Plan. Samtidigt finns en rysk militärbas vid staden Gjumri. Armenien var en av det tiotal stater som diplomatiskt stödde Ryssland i samband med Krimkrisen 2014.

## Ekonomi och infrastruktur

### Näringsliv
Efter andra världskriget upplevde Armenien en snabb ekonomisk tillväxt, delvis på grund av att den armeniska sovjetrepubliken undkom de förödande konsekvenserna av kriget. Till skillnad från många andra sovjetrepubliker hade Armenien en intakt produktionsapparat när kriget var över. Dock började en period av ekonomisk stagnation under Leonid Brezjnev, vars regering präglades av långsam utveckling.
Det självständiga Armeniens näringsliv påverkades i början starkt av den tidigare sovjetiska centralstyrningen och planekonomin, samt den pågående konflikten med Azerbajdzjan. Detta resulterade i stora hinder för ekonomisk utveckling, bland annat genom brist på råvaror och energi, samt en fokus på militär produktion. Efter vapenvilan i Nagorno-Karabach 1994 inleddes en privatisering av näringslivet, och Armeniens ekonomi började återhämta sig. Vissa tunga industrier privatiserades eller lades ned, och produktionen övergick från militär till civil användning.
Sedan 1990-talets mitt har Armenien haft en positiv ekonomisk tillväxt, även om denna främst gynnat stadsbefolkningen, medan landsbygden stagnerat. Under 2000-talet har korruption blivit ett växande problem i landet.

#### Jordbruk
Armeniens jordbruk är begränsat på grund av det torra klimatet och landets höga höjd över havet. Endast 15 procent av landets yta är odlingsbar, och jordbruket sker i floddalar, låglänta områden och på bergsplatåer. En tredjedel av den brukade jorden är konstbevattnad. Viktiga jordbruksprodukter inkluderar spannmål, bomull, ris, vindruvor, tobak, oliver och frukt. Boskapsskötsel är vanlig i bergstrakterna.

#### Energi och råvaror
Armenien saknar egna oljetillgångar och importerar nu olja och naturgas från Ryssland, efter att tidigare ha importerat från Azerbajdzjan. Elektricitet produceras i vattenkraftverket Sevan-Razdan samt i  Metsamor kärnkraftverk, som återstartades trots att det är beläget i ett seismiskt aktivt område.
Armeniens berg har historiskt varit rika på mineraler och metaller, men dessa resurser exploaterades intensivt under den ryska och sovjetiska perioden. Landets mineralresurser omfattar bland annat koppar, zink och molybden, som är grundläggande för metallurgisk industri. Gruvindustrin har återhämtat sig under 2000-talet, delvis genom utländska investeringar.

#### Industri
Industrin i Armenien inkluderar metallurgi, maskinbyggnad, gruvindustri, konsumtionsvaruproduktion samt kemisk och elektrisk industri. Tillverkningen av plast och syntetiskt gummi har orsakat miljöproblem, särskilt i huvudstadsregionen. Armenien har även en lång tradition inom diamantslipning, och denna industri har vuxit under de senaste åren. Jerevan har varit landets industriella centrum, men städerna Gjumri och Vanadzor har också blivit viktiga industricentrum, särskilt inom den kemiska industrin.

### Handel
Armeniens utrikeshandel har traditionellt varit fokuserad på de kaukasiska grannrepublikerna, särskilt Azerbajdzjan, samt andra delar av det tidigare Sovjetunionen. Konflikterna i regionen och Sovjetunionens upplösning har lett till ett kraftigt minskat handelsutbyte. Numera handlar Armenien främst med Ryssland, Bulgarien, Kina och Tyskland. Exporten består främst av mineraler och kemiska produkter, medan importen domineras av energi, bränslen och livsmedel.

### Infrastruktur

#### Transporter
Armenien har inte ett heltäckande vägnät på grund av landets tuffa topografi, och bristen på bränsle har försvårat vägtrafiken efter självständigheten. Flodtransport och transport på den förorenade Sevansjön är också begränsade. Järnvägs- och flygförbindelser finns med grannländerna Georgien och Azerbajdzjan, men dessa har avbrutits på grund av de militära konflikterna. Armenien har järnvägs- och flygförbindelser med Ryssland och Iran, och huvudstaden Jerevan har en internationell flygplats. År 2010 sträckte sig järnvägsnätet över 870 km och vägnätet över 8 900 km.

## Befolkning

### Demografi
År 2016 var landets medianålder 34,6 år, varav 32,8 år för män och 36,5 för kvinnor.

### Språk
Samma år beräknades 97,9 % av invånarna tala armeniska, 1 % tala kurdiska (vilket den yezidiska minoriteten talar) samt 1 % övriga språk.

### Religion
I avseende på religion så var 92,6 % armenisk apostoliskt kristna, 1 % evangeliskt kristna, 2,4 % övriga, 1,1 % saknade religion och 2,9 % specificerade inte religionstillhörighet (2011).

## Kultur

### Massmedier
Ett tjugotal tidningar och ett tiotal tidskrifter utkommer, på armeniska eller ryska. Dagstidningen Ajastani Anrapetutiun ('Republiken Armenien'), grundad 1990, är organ för nationalförsamlingen; den trycks i upplagor både på armeniska och ryska (Respublika Armenija). Två andra större tidningar är Aravot (på armeniska) och Golos Armenii (på ryska).
Landets statliga radio grundades 1926. Den sänder idag på armeniska, ryska och kurdiska. Den statsägda televisionen (grundad 1956) sänder på armeniska och ryska. Landets officiella nyhetsbyrå är Armenpress. År 2000 fanns 225 radio- och 244 TV-mottagare per 1 000 invånare.

### Traditioner

#### Helgdagar och högtider
Armeniens nationaldag firas 21 september. Det är årsdagen av folkomröstningen 1991 som bekräftade utträdet ur Sovjetunionen.

## Internationella rankningar
| Organisation                                | Undersökning                   | Rankning   |
| ------------------------------------------- | ------------------------------ | ---------- |
| Heritage Foundation/The Wall Street Journal | Index of Economic Freedom 2019 | 47 av 180  |
| Reportrar utan gränser                      | Pressfrihetsindex 2019         | 61 av 180  |
| Transparency International                  | Korruptionsindex 2018          | 105 av 180 |
| FN:s utvecklingsprogram                     | Human Development Index 2018   | 81 av 189  |